# Eurovision Song Contest 1996
Eurovision Song Contest 1996, česky také Velká cena Eurovize 1996 (či jen Eurovize 1996) byl 41. ročník soutěže Eurovision Song Contest. Soutěž se konala 18. května 1996 v Oslu v Norsku. Soutěž, organizovaná Evropskou vysílací unií (EVU) a veřejnoprávní Norsk rikskringkasting (NRK), se konala v Oslo Spektrum poté, co v předchozím roce vyhrálo duo Secret Garden s písní „Nocturne“, moderátory ročníku byli Ingvild Bryn a Morten Harket. Do soutěže zaslalo písně 30 zemí, dva měsíce před konáním ročníku proto proběhlo předkolo, aby došlo k zredukování počtu účastníku na 23. Interpreti za Dánsko, Německo, Maďarsko, Izrael, Makedonii, Rumunsko a Rusko se do finále neprobojovali. Pro Německo to byla první a dosud jediná absence v soutěži.
Vítězem se stala irská zpěvačka Eimear Quinn s písní „The Voice“. Jednalo se o sedmé vítězství země a čtvrté vítězství během pěti let. Jednalo se také o poslední ročník, kde o vítězi rozhodovala pouze porota.

## Kvalifikace
V tomto roce došlo k nahrazení systému platného v letech 1993–1995, kdy se nejhůře umístěné země nemohly zúčastnit dalšího ročníku. Zavedeno bylo kvalifikační kolo, kterého se zúčastnily všechny země vyjma pořadatele. V tomto kole všechny písně pouze zazněly, přičemž skladby si poslechly poroty ze všech zúčastněných zemí. Písně dostaly na magnetické pásce a porotci si je museli před samotným hlasováním přehrát třikrát. Každý z osmi porotců hlasoval stejným způsobem jako při finálovém večeru. Porotci, kteří se zúčastnili kvalifikačního předkola, poté nesměli hlasovat ve finále.
Poroty rozdělily body během 20. a 21. března, výsledky byly zveřejněny 22. března 1996 zároveň s uvedením pořadí, jak interpreti na Eurovizi vystoupí. Celkové výsledky neměly být nikdy zveřejněny, přesto se ale nakonec na veřejnost dostaly. Maďarsko a Finsko získaly stejně bodů, Finsko se do soutěže kvalifikovalo díky vyššímu individuálnímu skóre (8 bodů), Maďarsko získalo nejvíce 7 bodů.
| Pořadí | Země                | Interpret                           | Skladba                            | Jazyk         | Umístění | Body |
| ------ | ------------------- | ----------------------------------- | ---------------------------------- | ------------- | -------- | ---- |
| 1.     | Rakousko            | George Nussbaumer                   | „Weil's dr guat got“               | němčina       | 6.       | 80   |
| 2.     | Bosna a Hercegovina | Amila Glamočak                      | „Za našu ljubav“                   | bosenština    | 21.      | 29   |
| 3.     | Belgie              | Lisa del Bo                         | „Liefde is een kaartspel“          | nizozemština  | 12.      | 45   |
| 4.     | Švýcarsko           | Kathy Leander                       | „Mon cœur l'aime“                  | francouzština | 8.       | 67   |
| 5.     | Kypr                | Constantinos                        | „Mono gia mas“                     | řečtina       | 15.      | 42   |
| 6.     | Německo             | Leon                                | „Planet of Blue“                   | němčina       | 24.      | 24   |
| 7.     | Dánsko              | Dorthe Andersen a Martin Loft       | „Kun med dig“                      | dánština      | 25.      | 22   |
| 8.     | Estonsko            | Maarja-Liis Ilus a Ivo Linna        | „Kaelakee hääl“                    | estonština    | 5.       | 106  |
| 9.     | Španělsko           | Antonio Carbonell                   | „Ay, qué deseo“                    | španělština   | 14.      | 43   |
| 10.    | Finsko              | Jasmine                             | „Niin kaunis on taivas“            | finština      | 22.      | 26   |
| 11.    | Francie             | Dan Ar Braz a l'Héritage des Celtes | „Diwanit bugale“                   | bretonština   | 11.      | 55   |
| 12.    | Spojené království  | Gina G                              | „Ooh Aah... Just a Little Bit“     | angličtina    | 3.       | 153  |
| 13.    | Řecko               | Marianna Efstratiou                 | „Emis forame to himona anixiatika“ | řečtina       | 12.      | 45   |
| 14.    | Chorvatsko          | Maja Blagdan                        | „Sveta ljubav“                     | chorvatština  | 19.      | 30   |
| 15.    | Maďarsko            | Gjon Delhusa                        | „Fortuna“                          | maďarština    | 23.      | 26   |
| 16.    | Irsko               | Eimear Quinn                        | „The Voice“                        | angličtina    | 2.       | 198  |
| 17.    | Izrael              | Galit Bell                          | „Shalom Olam“                      | hebrejština   | 28.      | 12   |
| 18.    | Island              | Anna Mjöll                          | „Sjúbídú“                          | islandština   | 10.      | 59   |
| 19.    | Severní Makedonie   | Kaliopi                             | „Samo ti“                          | makedonština  | 26.      | 14   |
| 20.    | Malta               | Miriam Christine                    | „In a Woman's Heart“               | angličtina    | 4.       | 138  |
| 21.    | Nizozemsko          | Maxine a Franklin Brown             | „De eerste keer“                   | nizozemština  | 9.       | 63   |
| 22.    | Polsko              | Kasia Kowalska                      | „Chcę znać swój grzech“            | polština      | 15.      | 42   |
| 23.    | Portugalsko         | Lúcia Moniz                         | „O meu coração não tem cor“        | portugalština | 18.      | 32   |
| 24.    | Rumunsko            | Monica Anghel a Sincron             | „Rugă pentru pacea lumii“          | rumunština    | 29.      | 11   |
| 25.    | Rusko               | Andrey Kosinskiy                    | „Ya eto ya“                        | ruština       | 26.      | 14   |
| 26.    | Švédsko             | One More Time                       | „Den vilda“                        | švédština     | 1.       | 227  |
| 27.    | Slovinsko           | Regina                              | „Dan najlepših sanj“               | slovinština   | 19.      | 30   |
| 28.    | Slovensko           | Marcel Palonder                     | „Kým nás máš“                      | slovenština   | 17.      | 38   |
| 29.    | Turecko             | Şebnem Paker                        | „Beşinci Mevsim“                   | turečtina     | 7.       | 69   |

## Výsledky
| Pořadí | Země                | Interpret                           | Skladba                            | Jazyk         | Umístění | Body |
| ------ | ------------------- | ----------------------------------- | ---------------------------------- | ------------- | -------- | ---- |
| 1.     | Turecko             | Şebnem Paker                        | „Beşinci Mevsim“                   | turečtina     | 12.      | 57   |
| 2.     | Spojené království  | Gina G                              | „Ooh Aah... Just a Little Bit“     | angličtina    | 8.       | 77   |
| 3.     | Španělsko           | Antonio Carbonell                   | „Ay, qué deseo“                    | španělština   | 20.      | 17   |
| 4.     | Portugalsko         | Lúcia Moniz                         | „O meu coração não tem cor“        | portugalština | 6.       | 92   |
| 5.     | Kypr                | Constantinos                        | „Mono gia mas“                     | řečtina       | 9.       | 72   |
| 6.     | Malta               | Miriam Christine                    | „In a Woman's Heart“               | angličtina    | 10.      | 68   |
| 7.     | Chorvatsko          | Maja Blagdan                        | „Sveta ljubav“                     | chorvatština  | 4.       | 98   |
| 8.     | Rakousko            | George Nussbaumer                   | „Weil's dr guat got“               | němčina       | 10.      | 68   |
| 9.     | Švýcarsko           | Kathy Leander                       | „Mon cœur l'aime“                  | francouzština | 16.      | 22   |
| 10.    | Řecko               | Marianna Efstratiou                 | „Emis forame to himona anixiatika“ | řečtina       | 14.      | 36   |
| 11.    | Estonsko            | Maarja-Liis Ilus a Ivo Linna        | „Kaelakee hääl“                    | estonština    | 5.       | 94   |
| 12.    | Norsko              | Elisabeth Andreassen                | „I evighet“                        | norština      | 2.       | 114  |
| 13.    | Francie             | Dan Ar Braz a l'Héritage des Celtes | „Diwanit bugale“                   | bretonština   | 19.      | 18   |
| 14.    | Slovinsko           | Regina                              | „Dan najlepših sanj“               | slovinština   | 21.      | 16   |
| 15.    | Nizozemsko          | Maxine a Franklin Brown             | „De eerste keer“                   | nizozemština  | 7.       | 78   |
| 16.    | Belgie              | Lisa del Bo                         | „Liefde is een kaartspel“          | nizozemština  | 16.      | 22   |
| 17.    | Irsko               | Eimear Quinn                        | „The Voice“                        | angličtina    | 1.       | 162  |
| 18.    | Finsko              | Jasmine                             | „Niin kaunis on taivas“            | finština      | 23.      | 9    |
| 19.    | Island              | Anna Mjöll                          | „Sjúbídú“                          | islandština   | 13.      | 51   |
| 20.    | Polsko              | Kasia Kowalska                      | „Chcę znać swój grzech“            | polština      | 15.      | 31   |
| 21.    | Bosna a Hercegovina | Amila Glamočak                      | „Za našu ljubav“                   | bosenština    | 22.      | 13   |
| 22.    | Slovensko           | Marcel Palonder                     | „Kým nás máš“                      | slovenština   | 18.      | 19   |
| 23.    | Švédsko             | One More Time                       | „Den vilda“                        | švédština     | 3.       | 100  |